# Potencial de Bessel
En matemàtiques, el potencial de Bessel és un potencial (anomenat així en honor de Friedrich Wilhelm Bessel) similar al potencial de Riesz, però amb millors propietats de decaïment a l'infinit.
Si {\displaystyle s} és un nombre complex amb una part real positiva, aleshores el potencial Bessel de l'ordre {\displaystyle s} és l'operador
{\displaystyle (I-\Delta )^{-s/2}}
on Δ és l'operador de Laplace i la potència fraccional es defineix mitjançant les transformacions de Fourier.
Els potencials de Yukawa són casos particulars de potencials de Bessel per a {\displaystyle s=2} en espais tridimensionals.

## Representació a l'espai de Fourier
El potencial Bessel actua multiplicant les transformacions de Fourier; per a cada una {\displaystyle \xi \in \mathbb {R} ^{d}}
{\displaystyle {\mathcal {F}}((I-\Delta )^{-s/2}u)(\xi )={\frac {{\mathcal {F}}u(\xi )}{(1+4\pi ^{2}\vert \xi \vert ^{2})^{s/2}}}.}

## Representacions integrals
Quan {\displaystyle s>0}, el potencial de Bessel a {\displaystyle \mathbb {R} ^{d}} es pot representar com 
{\displaystyle (I-\Delta )^{-s/2}u=G_{s}\ast u,}
on el nucli de Bessel {\displaystyle G_{s}} es defineix per a {\displaystyle x\in \mathbb {R} ^{d}\setminus \{0\}} per la fórmula integral
{\displaystyle G_{s}(x)={\frac {1}{(4\pi )^{s/2}\Gamma (s/2)}}\int _{0}^{\infty }{\frac {e^{-{\frac {\pi \vert x\vert ^{2}}{y}}-{\frac {y}{4\pi }}}}{y^{1+{\frac {d-s}{2}}}}}\,\mathrm {d} y.}
Aquí, {\displaystyle \Gamma } denota la funció gamma. El nucli de Bessel també es pot representar per a {\displaystyle x\in \mathbb {R} ^{d}\setminus \{0\}} com
{\displaystyle G_{s}(x)={\frac {e^{-\vert x\vert }}{(2\pi )^{\frac {d-1}{2}}2^{\frac {s}{2}}\Gamma ({\frac {s}{2}})\Gamma ({\frac {d-s+1}{2}})}}\int _{0}^{\infty }e^{-\vert x\vert t}{\Big (}t+{\frac {t^{2}}{2}}{\Big )}^{\frac {d-s-1}{2}}\,\mathrm {d} t.}

## Asímptotes
A l'origen, s'obté {\displaystyle \vert x\vert \to 0},
{\displaystyle G_{s}(x)={\frac {\Gamma ({\frac {d-s}{2}})}{2^{s}\pi ^{s/2}\vert x\vert ^{d-s}}}(1+o(1))\quad {\text{ si }}0<s<d,}
{\displaystyle G_{d}(x)={\frac {1}{2^{d-1}\pi ^{d/2}}}\ln {\frac {1}{\vert x\vert }}(1+o(1)),}
{\displaystyle G_{s}(x)={\frac {\Gamma ({\frac {s-d}{2}})}{2^{s}\pi ^{s/2}}}(1+o(1))\quad {\text{ si }}s>d.}
En particular, quan {\displaystyle 0<s<d} el potencial Bessel es comporta asimptòticament com el potencial de Riesz.
A l'infinit, s'obté {\displaystyle \vert x\vert \to \infty },
{\displaystyle G_{s}(x)={\frac {e^{-\vert x\vert }}{2^{\frac {d+s-1}{2}}\pi ^{\frac {d-1}{2}}\Gamma ({\frac {s}{2}})\vert x\vert ^{\frac {d+1-s}{2}}}}(1+o(1)).}